# Emagic
Emagic is een voormalig Duits bedrijf dat Logic en SoundDiver ontwikkeld heeft. Het werd in 2002 opgekocht door Apple. De producten worden sindsdien onder de naam Apple verder ontwikkeld.

## Bekende producten
- Logic Fun, ~ Audio (Pro ISIS), ~ Silver, ~ Gold, ~ Platinum (sequencer)
- EXS24 mk II (sampler)
- ES1, ES2 (synthesizer)
- EVP88 (elektronische piano)
- EVB3 (hammondorgel)
- EVD6 (hohner-clavinet)
- EVOC20 (vocoder)
- SoundSurfer/SoundDiver (universele MIDI-geluidsbewerker)
- WaveBurner Pro (cd branden en mastering)
- Audiowerk (PCI-geluidskaart)
- A26, A62 m (USB-audio- en MIDI-interfaces)
- Unitor8, AMT8, MT4 (MIDI-interfaces)